# ماهی‌های پرچمی آمریکایی
ماهی‌های پرچمی آمریکایی (نام علمی: Jordanella floridae) نام یک گونه از تیره کپوردندان‌ماهیان است. این گونه بومی ایالت فلوریدای آمریکا می‌باشد.